# Vaejovis coalcoman
El Vaejovis coalcoman es un arácnido perteneciente a la familia Vaejovidae, del orden Scorpiones. Esta especie fue descrita por Contreras-Félix y Francke en 2014. El nombre de la especie refiere a las montañas de donde es originaria, en el estado de Michoacán.

## Clasificación y descripción
Es un escorpión perteneciente a la familia Vaejovidae, del orden Scorpiones. Su coloración marrón pálido, con un patrón negruzco en el caparazón, quelíceros, pedipalpos, tergitos y patas; margen anterior del caparazón con una banda oscura, ojos medianos con una notoria coloración oscura; vientre color marrón claro; palpos con un color rojizo pálido, con patrones negruzcos en la base del dedo móvil. Llega a medir de 2 a 3 centímetros de longitud. La cola o telson es engrosada y con quillas en los bordes. El aguijón es alargado, no presenta una curvatura muy marcada. No se tiene registro alguno de que sea una especie de importancia médica para el hombre.

## Distribución
Especie endémica de México, se encuentra en el municipio de Coalcomán, del estado de Michoacán.

## Ambiente
Es de ambiente terrestre. Se le halla en altitudes que van de los 2,050 hasta los 2,265 metros sobre el nivel del mar, donde el tipo de vegetación dominante es bosque de pino encino, sus hábitos son nocturnos, por lo que durante el día se refugia bajo piedras grandes y troncos.

## Estado de conservación
Hasta el momento en México no se encuentra en ninguna categoría de protección, ni en la Lista Roja de la IUCN (International Union for Conservation of Nature) ni en CITES (Convención sobre el Comercio Internacional de Especies Amenazadas de Fauna y Flora Silvestres).